# Loomis Auto Car Company
Loomis Auto Car Company, vorher Loomis Automobile Company, war ein US-amerikanischer Hersteller von Automobilen.

## Unternehmensgeschichte
Gilbert J. Loomis hatte bereits 1896 einen Dampfwagen entworfen, der nicht in Serienproduktion ging. 1900 gründete er das Unternehmen in Westfield in Massachusetts. Nun stellte er Automobile mit Ottomotoren her. Der Markenname lautete Loomis. Es gab einen Vertrag mit Bloomingdale’s über 500 Nutzfahrzeuge, die innerhalb von zwei Monaten geliefert werden sollten. Da Loomis in dieser kurzen Zeit niemals so viele Fahrzeuge herstellen konnte, wurde der Vertrag aufgelöst. 1903 kam es zur Umfirmierung. 1904 endete die Produktion.

## Fahrzeuge
Von 1900 bis 1901 standen drei Modelle zur Auswahl. Model 1 war ein Park Wagon, Model 2 ein Roadster Wagon und Model 3 ein Lieferwagen. Sie hatten einen Zweizylindermotor mit 5 PS Leistung, der nahe der Hinterachse montiert war.
1902 ergänzten Model 4 als Runabout und Model 5 als Trap das Sortiment.
Ab 1903 gab es nur das Modell Bluebird. Es war als Tourenwagen karosseriert. Ein Dreizylindermotor mit 18 PS Leistung war vorne im Fahrzeug platziert und trieb über eine Kette die Hinterachse an. Die Motorhaube war geschwungen und ähnelte den Modellen von De Dion-Bouton.

## Modellübersicht
| Jahr      | Modell   | Zylinder | Leistung (PS) | Aufbau         |
| --------- | -------- | -------- | ------------- | -------------- |
| 1900–1901 | Model 1  | 2        | 5             | Park Wagon     |
| 1900–1901 | Model 2  | 2        | 5             | Roadster Wagon |
| 1900–1901 | Model 3  | 2        | 5             | Lieferwagen    |
| 1902      | Model 1  | 2        | 5             | Park Wagon     |
| 1902      | Model 2  | 2        | 5             | Roadster Wagon |
| 1902      | Model 3  | 2        | 5             | Lieferwagen    |
| 1902      | Model 4  | 2        | 5             | Runabout       |
| 1902      | Model 5  | 2        | 5             | Trap           |
| 1903–1904 | Bluebird | 3        | 18            | Tourenwagen    |